# 小叶朴
小叶朴（学名：Celtis nervosa）为榆科朴属下的一个种。